# Gymnapogon vanderbilti
Gymnapogon vanderbilti är en fiskart som först beskrevs av Fowler, 1938.  Gymnapogon vanderbilti ingår i släktet Gymnapogon och familjen Apogonidae. Inga underarter finns listade i Catalogue of Life.